# Príncipe consorte de Portugal
O príncipe consorte de Portugal era o marido de uma Rainha reinante de Portugal. Segundo a tradição portuguesa, ao príncipe consorte poderia ser concedido, mediante certas condições, o título de "rei", tornando-se assim rei consorte.
Ao contrário do que acontecia na maioria das Monarquias europeias anteriormente à segunda metade do século XIX, as monarquias ibéricas - entre as quais a portuguesa - permitiam a subida ao trono de mulheres, como rainhas reinantes, em virtude de não estarem sujeitas à Lei Sálica.
Em Portugal, uma mulher podia subir ao trono se fosse a filha legítima mais velha do anterior rei, desde que o mesmo rei não tivesse filhos legítimos do sexo masculino. O Brasil, durante o império, adotou a mesma prática portuguesa.
Segundo a tradição portuguesa, o marido (consorte) de uma rainha reinante receberia o título de "príncipe" até a rainha ter um filho seu. Depois disso poderia ser-lhe concedido o título de "rei" jure uxoris, co-governante com direito a título e numeração próprios, e de comandante supremo do Exército. Esta prática foi consagrada constitucionalmente, durante a monarquia constitucional:
O Casamento da Princesa Herdeira presuntiva da Coroa será feito a aprazimento do Rei, e nunca com Estrangeiro; não existindo o Rei ao tempo em que se tratar este Consórcio, não poderá ele efectuar-se sem aprovação das Cortes Gerais. Seu Marido não terá parte no Governo e somente se chamará Rei, depois que tiver da Rainha filho ou filha.— Carta Constitucional de 1826, Art. 90 .º
Já antes, estavam consagradas nas Atas das lendárias Cortes de Lamego:
Se o Rei de Portugal não tiver filho varão, e tiver filha, ela será a Rainha tanto que o Rei morrer; porem será deste modo, não casará se não com Português nobre, e este tal se não chamará Rei, se não depois que tiver da Rainha filho varão. E quando for nas Cortes, ou autos públicos, o marido da Rainha irá da parte esquerda, e não porá em sua cabeça a Coroa do Reino.— Actas das Cortes de Lamego
Devido às vicissitudes da história, em quase oitocentos anos de monarquia, só por três vezes se reuniram condições para a subida ao trono de mulheres (foram elas Teresa de Leão, Maria I de Portugal e Maria II de Portugal). Por esse facto apenas existiram três consortes masculinos, dos quais dois receberam o título de "rei".
Vale a pena salientar que, na condição de rainha, a chefe dinástica era capaz de trasmitir a dignidade de dom tanto ao seu cônjuge como aos seus descendentes legítimos.

## Consortes reais masculinos de Portugal

### Dinastia Brigantina
| Nome | Retrato | Nascimento                                                                                        | Cônjuge                                        | Morte                          | Notas |
| --- | ------- | ------------------------------------------------------------------------------------------------- | ---------------------------------------------- | ------------------------------ | --- |
| D. Pedro III O Edificador 24 de fevereiro de 1777 - 25 de maio de 1786 (rei consorte)                                                                       |         | 5 de julho de 1717 filho de D. João V de Portugal e D. ª Maria Ana da Áustria                     | D. ª Maria I 6 de junho de 1760 7 filhos       | 25 de maio de 1786 68 anos     | Marido de D. Maria I, foi logo rei consorte, em virtude de já ter filhos de D. Maria I, quando da subida desta ao trono.                                                        |
| D. Augusto de Beauharnais 26 de janeiro – 28 de março de 1835 (príncipe consorte)                                                                           |         | 9 de dezembro de 1810 filho de Eugênio de Beauharnais, Duque de Leuchtenberg e Augusta da Baviera | D. ª Maria II 26 de janeiro de 1835 sem filhos | 28 de março de 1835 24 anos    | Duque de Santa Cruz, primeiro marido de D. Maria II), foi apenas príncipe consorte, nunca recebendo o título de "rei", em virtude de ter morrido sem ter tido filhos da rainha. |
| D. Fernando II O Rei-Artista 9 de abril de 1836 – 16 de setembro de 1837 (príncipe consorte) 16 de setembro de 1837 – 15 de novembro de 1853 (rei consorte) |         | 29 de outubro de 1816 filho de Fernando de Saxe-Coburgo-Gota e Maria Antônia de Koháry            | D. ª Maria II 26 de janeiro de 1835 11 filhos  | 15 de dezembro de 1885 69 anos | Segundo marido de D. Maria II, recebeu o título de "rei" a seguir ao nascimento do seu primeiro filho com D. Maria II, em 1837.                                                 |